# Distretto di Chiclayo
Il distretto di Chiclayo è uno dei venti distretti della provincia di Chiclayo, in Perù. Si trova nella regione di Lambayeque e si estende su una superficie di 50,35 chilometri quadrati.
Ha per capitale la città di Chiclayo e contava 251 407 abitanti nel censimento 2005.

## Sindaco
- Marcos Antonio Gasco Arrobas (2019-2022)